# Jakub (cesarz Etiopii)
Jakub (gyyz. ያዕቆብ, Jaykob, imię tronowe Melek Seged II, co znaczy ten któremu kłaniają się aniołowie; መልአክ ሰገድ) (ur. około 1590, zm. 10 marca 1606) – cesarz Etiopii w latach 1597–1603 i 1604–1606.

## Życiorys

### Okoliczności wstąpienia na tron
Po śmierci cesarza Sertse Dyngyla w 1597 rozpoczęła się walka o władzę pomiędzy trzema kandydatami do tronu. Pierwszym z nich był wnuk cesarza Minasa, Zedyngyl. Wolą Sertse Dyngyla było, aby to właśnie on został jego następcą. Drugim potomek cesarza Lybne Dyngyla i syn Fasila, Susnyjos. Trzecim natomiast najmłodszy z pozostałych, choć małoletni syn Sertse Dyngyla, Jakub, którego popierała wdowa po cesarzu ytiegie Marjam Syna, niepomna na wolę zmarłego małżonka, a także ras Kyfle Uahd z Tigraj, dedżazmacz Zesyllasje i ras Atanazy z Begiemdyru. Wymienieni możnowładcy uczynili Jakuba cesarzem, a Atanazy został regentem, jednak ich przeciwnicy nie składali broni. Zedyngyl szukał poparcia u możnowładców z Godżamu, a Susnyjos u ludów Galla na południu kraju. W 1603 Jakub próbował uniezależnić się od rządzących w jego imieniu zwierzchników. W tym celu nawiązał relacje z europejskimi misjonarzami i pozwolił im na prowadzenie etiopskich szkół. W tym samym 1603 do Etiopii przybył hiszpański jezuita Pedro Páez. Hiszpania i Portugalia liczyły na wznowienie kontaktów z Cesarstwem Etiopii, ponieważ zostały one zerwane przez sceptycznego wobec Europejczyków cesarza Minasa ponad czterdzieści lat wcześniej. Próba usamodzielnienia się na tronie przez Jakuba skończyła się klęską. Co prawda przy pomocy dedżazmacza Zesyllasje udało mu się odsunąć rasa Atanazego od rządów, ale później za sprawą Zesyllasje cesarz został zesłany do Ynarija.

### Walka z Susnyjosem
W miejsce Jakuba Zesyllasje uczynił cesarzem swojego kuzyna Zedyngyla. Jakub wrócił na tron w 1604 za sprawą Zesyllasje, dla którego Zedyngyl ostatecznie stał się bardziej kłopotliwy niż małoletni cesarz. Wkrótce potem Zedyngyl poniósł śmierć w bitwie pod miejscowością Barcza. Ponowny cesarz zapewnił sobie poparcie etiopskiego duchowieństwa, nawiązując dobre relacje z abuną Piotrem. Ostatnim przeciwnikiem Jakuba pozostał Susnyjos, który wysłał do rasa Atanazego wiadomość, że ogłosił się samozwańczym cesarzem i zażądał od niego wsparcia. Atanazy wysłał wojsko, aby wesprzeć Susnyjosa. Podobną wiadomość Susnyjos przekazał Zesyllasje, a ten ruszył z wojskiem przeciwko uzurpatorowi. Następnie Susnyjos zachorował i cofnął się w stronę gór Amhara. Chwilowy brak zdecydowania Susnyjosa sprawił, że ras Atanazy wahał się go wesprzeć. Gdy minęła pora deszczowa, Zesyllasje zaczął negocjować warunki kapitulacji uzurpatora. Później do Dembiji przybył Jakub. Zesyllasje i Atanazy stanęli u jego boku w nadchodzącym starciu z Susnyjosem. Ten pretendent do tronu wydał cesarzowi bitwę pod Gol w prowincji Godżam po kilku dniach manewrów, dziesiątego marca 1606 roku. Jakub oraz abuna Piotr zginęli na polu walki, a władzę przejął Susnyjos. Nowy monarcha koronował się dwa lata później w 1608 roku.

## Rodzina
Cesarz Jakub pochodził z dynastii salomońskiej. Nie jest pewne, kto był jego matką. Według angielskiego egiptologa i orientalisty Ernesta Alfreda Thompsona Wallisa Budge była nią ytiegie Marjan Sena. Według innych źródeł matka cesarza mogła być Emebet Harego z plemienia Felaszów. Zwolennikiem drugiej hipotezy był między innymi XX-wieczny etiopski historyk Tekle Tsadik Mekuria. Na kilka lat przed swoją śmiercią Jakub ożenił się z cudzoziemką o imieniu Nazarena, z którą zdążył mieć aż trzech synów, co wskazuje, że sam cesarz musiał urodzić się najpóźniej w 1590 roku. Jeden z nich zginął wraz z ojcem pod Gol. Dla bezpieczeństwa Nazarena wysłała dwóch pozostałych synów, Kosmasa i młodszego Sage Krystosa poza granice Etiopii. Kosmas powędrował na południe i jego dalsze losy są nieznane, natomiast Saga Krystos dotarł do sułtanatu Sannaru. Gdy król tego państwa, Rabat I, chciał go ożenić ze swoją córką, Krystos odmówił i został ponownie zmuszony do ucieczki. Następnie najmłodszy syn Jakuba przybył do Jerozolimy i tam przeszedł na katolicyzm. W 1632 Saga Krystos miał dotrzeć do Rzymu, a ostatecznie do Paryża, gdzie otrzymał zakwaterowanie od kardynała Armanda Jeana Richelieu. Krystos miał umrzeć w 1638 na zapalenie opłucnej w wieku trzydziestu ośmiu lat i miał być pochowany w Rueil-Malmaison. Brytyjski archeolog Osbert Guy Stanhope Crawford podał w wątpliwość europejskie przygody Sagi Krystosa i zwrócił uwagę na nieścisłości dotyczące tej historii, po skonfrontowaniu ich ze źródłami. Według Crawforda jest prawdopodobne, że Krystos mógł się urodzić w 1610 lub 1616 roku, co wcale nie zgadzałoby się ze zdarzeniami z życia Jakuba. Crawford wziął pod uwagę także opowieść trzech etiopskich mnichów, według których relacji Saga Krystos miał być mnichem apostatą, wędrującym w poszukiwaniu jałmużny.